# Covington (Tennessee)
Covington es una ciudad ubicada en el condado de Tipton en el estado estadounidense de Tennessee. En el Censo de 2010 tenía una población de 9.038 habitantes y una densidad poblacional de 305,11 personas por km².

## Geografía
Covington se encuentra ubicada en las coordenadas 35°33′54″N 89°38′54″O / 35.56500, -89.64833. Según la Oficina del Censo de los Estados Unidos, Covington tiene una superficie total de 29.62 km², de la cual 29.6 km² corresponden a tierra firme y (0.07%) 0.02 km² es agua.

## Demografía
Según el censo de 2010, había 9.038 personas residiendo en Covington. La densidad de población era de 305,11 hab./km². De los 9.038 habitantes, Covington estaba compuesto por el 0.05% blancos, el 0.05% eran afroamericanos, el 0.3% eran amerindios, el 0.31% eran asiáticos, el 0.04% eran isleños del Pacífico, el 0.5% eran de otras razas y el 1.31% pertenecían a dos o más razas. Del total de la población el 1.17% eran hispanos o latinos de cualquier raza.